# The Exies
Gli Exies sono stati un gruppo hard rock formatosi a Los Angeles nel 1997. Il nome della band è un'abbreviazione di "The Existentialists". Gli album che hanno pubblicato con la Virgin Records, Inertia (2003) e Head for the Door (2004) hanno venduto, complessivamente, 400 000 copie.

## Storia del gruppo

### Inizi
Gli Exies si formarono nel 1997 quando il cantante e chitarrista Scott Stevens arruolò il bassista Freddy Herrera e il batterista Thom Sullvian per formare una band. Chris Skane, un amico di Stevens, suonava la chitarra nel gruppo, ma lasciò il progetto per dedicarsi ad altre priorità. Skane fu sostituito da David Walsh.
Stevens scelse il nome della band da una biografia di John Lennon, che affermava che The Exies era l'unico nome correlato ai Beatles che non era stato ancora usato da alcuna band. Quando i Beatles erano in tournée vicino ad Amburgo, scoprirono che tra i ragazzi della città c'erano tre gruppi distinti: i "Mod", i "Rocker" e gli studenti di arte (che si riferivano a loro stessi col nome di "Esistenzialisti"). Lennon coniò il tesmine 'Exies' per riferirsi agli studenti d'arte.
La band lanciò il primo album, intitolato semplicemente The Exies, nel 2000 sotto la Ultimatum Records a cui seguì un tour. Durante il tour, catturarono l'attenzione del produttore Matt Serletic, vincitore di un Grammy, che acquistò i loro contratti dall'etichetta di cui facevano parte.
Thom Sullivan lasciò gli Exies nel settembre del 2000 e alla band si aggiunse Dennis Wolfe. La maggior parte del tempo tra la fine del 2000 e la prima metà del 2002, la spesero a scrivere nuovo materiale. Nell'agosto del 2002 intrapresero un nuovo tour.

### Inertia
Nel 2002 la band firmò un contratto con la Virgin Records e nel gennaio 2003 uscì il loro secondo album, Inertia. L'album ebbe un'ampia distribuzione di copie, e il primo singolo estratto, 'My Goddess', fu passato da molte emittenti radiofoniche e venne inserito nel videogame, per PlayStation 2, Splashdown: Rides Gone Wild. La canzone 'Without'fu inserita nella colonna sonora del gioco MVP Baseball 2003 della EA Games.

### Head for the Door
Nel giugno del 2004, tornarono in studio con il produttore Nick Raskulinecz. Il loro terzo album, Head for the Door, venne pubblicato nel dicembre 2004. Il primo singolo estratto, 'Ugly', venne usato dalla WWE come tema principale per il Survivor Series 2004 nel novembre 2004 e venne usata per una pubblicità del canale televisivo della Warner Bros. La canzone 'Slow Drain' venne usata nel videogioco NFL Street 2, pubblicato per Xbox e PlayStation 2, e nella versione per PlayStation 3 del videogioco Full Auto 2 e infine 'What Do You Deserve' nel videogioco per Xbox Juiced. La band promosse l'album aprendo i concerti dei Velvet Revolver.
Insieme a Sum 41 e Silvertide, accompagnarono i Mötley Crüe nel Carnival of Sins Tour.
Il gruppo prese come turnista Tyler Shoemaker per continuare il tour. Shoemaker lasciò il gruppo alla fine del tour.
Il secondo singolo estratto, 'Hey You', apparve nella tracklist del videogioco Guitar Hero, pubblicato nel 2005. Fece anche parte di Guitar Hero II per Xbox 360 (scaricabile tramite Xbox Live) e di Guitar Hero: Smash Hits.
La canzone What You Deserve venne inserita nel videogame Juiced.

### A Modern Way of Living with the Truth
Dopo il tour con i Mötley Crüe, la Virgin decise di sciogliere il contratto con gli Exies. Subito dopo, Dennis Wolfe e David Walsh lasciarono la band per raggiungere altri obbiettivi. Stevens e Herrera si ritrovarono così da soli e richiamarono il primo chitarrista della band, Chris Snake, e cominciarono a comporre nuovo materiale. Il 26 maggio 2006 la band annunciò sul proprio blog che stavano tornando in studio per incidere un nuovo album col produttore James Michael. A Modern Way of Living with the Truth venne pubblicato il 15 maggio 2007 con l'etichetta Eleven Seven Music.
Per promuovere l'album, iniziarono un tour con Buckcherry, Papa Roach e Hinder. Questo, fu seguito da un altro tour con gli Smile Empty Soul nell'estate del 2007. In seguito, accompagnarono i Drowning Pool nel  This is for the Soldiers Tour. La band pubblicò cinque canzoni su MySpace e in radio: Different Than You, Once in a Lifetime, These Are the Days, This Is the Sound e A Fear of Being Alone. Il 28 giugno, pubblicarono un video per la canzone God We Look Good (Going Down in Flames) che non era presente nell'album.
Nel 2008. fu ripubblicato A Modern Way of Living with the Truth su iTunes, con cinque Bonus tracks: God We Look Good (Going Down in Flames) e le versioni acustiche di My Goddess, Genius, Ugly e Tired of You. la canzone Lay Your Money Down apparve nel videogioco WWE SmackDown vs. Raw 2009.
Nel 2008, voci su internet affermavano che Scott Stevens era dipendente da droghe. Stevens negò l'abuso di sostanze stupefacenti e scherzò sulle voci durante un'intervista. A giugno, gli Exies completarono il Cage-Rattle Most Wanted Tour con i Nonpoint. Nell'ottobre dello stesso anno, fecero un tour con i TRUSTcompany. Nel 2011, scrisse canzoni con i Theory of a Deadman per il loro album The Truth Is..., David Cook per This Loud Morning e gli Halestorm per l'album The Strange Case Of...

## Formazione

### Ultima
- Scott Stevens – voce, chitarra ritmica (1997-2010)
- Chris Skane – chitarra solista, cori (1997, 2006-2010)
- Freddy Herrera – basso, cori (1997-2010)
- Isaac Carpenter – batteria (2008-2010)

### Ex componenti
- Thom Sullivan – batteria (1997-2001)
- David Walsh – chitarra solista, cori (1997-2006)
- Dennis Wolfe – batteria (2002-2006)
- Hoos Wright – batteria (2007-2008)
- Tyler Shoemaker – chitarra solista (2004-2005)

## Discografia

### Album in studio
- 2000 – The Exies
- 2003 – Inertia
- 2004 – Head for the Door
- 2007 – A Modern Way of Living with the Truth

### Singoli
| Anno | Titolo                                  | Album                                 |
| ---- | --------------------------------------- | ------------------------------------- |
| 2002 | My Goddess                              | Inertia                               |
| 2003 | Kickout                                 | Inertia                               |
| 2004 | Ugly                                    | Head for the Door                     |
| 2005 | What You Deserve                        | Head for the Door                     |
| 2005 | Hey You                                 | Head for the Door                     |
| 2007 | Different Than You                      | A Modern Way of Living with the Truth |
| 2007 | God We Look Good (Going Down in Flames) | A Modern Way of Living with the Truth |
| 2008 | These Are the Days                      | A Modern Way of Living with the Truth |